# Europarlamentari della Germania della IX legislatura
Gli europarlamentari della Germania della IX legislatura, eletti in occasione delle elezioni europee del 2019, sono stati i seguenti.

## Composizione storica
| Europarlamentare            | Lista                                                           | Gruppo    |
| --------------------------- | --------------------------------------------------------------- | --------- |
| Christine Anderson          | Alternativa per la Germania                                     | ID        |
| Rasmus Andresen             | Alleanza 90/I Verdi                                             | Verdi/ALE |
| Katarina Barley             | Partito Socialdemocratico di Germania                           | S&D       |
| Gunnar Beck                 | Alternativa per la Germania                                     | ID        |
| Nicola Beer                 | Partito Liberale Democratico                                    | RE        |
| Hildegard Bentele           | Unione Cristiano-Democratica di Germania                        | PPE       |
| Lars Patrick Berg           | Alternativa per la Germania                                     | ID        |
| Stefan Berger               | Unione Cristiano-Democratica di Germania                        | PPE       |
| Gabriele Bischoff           | Partito Socialdemocratico di Germania                           | S&D       |
| Michael Bloss               | Alleanza 90/I Verdi                                             | Verdi/ALE |
| Damian Boeselager           | Volt                                                            | Verdi/ALE |
| Patrick Breyer              | Partito Pirata                                                  | Verdi/ALE |
| Markus Buchheit             | Alternativa per la Germania                                     | ID        |
| Klaus Buchner               | Partito Ecologico-Democratico                                   | Verdi/ALE |
| Udo Bullmann                | Partito Socialdemocratico di Germania                           | S&D       |
| Delara Burkhardt            | Partito Socialdemocratico di Germania                           | S&D       |
| Martin Buschmann            | Partito per l'Umanità, l'Ambiente e la Protezione degli Animali | GUE/NGL   |
| Reinhard Bütikofer          | Alleanza 90/I Verdi                                             | Verdi/ALE |
| Daniel Caspary              | Unione Cristiano-Democratica di Germania                        | PPE       |
| Anna Cavazzini              | Alleanza 90/I Verdi                                             | Verdi/ALE |
| Özlem Demirel               | La Sinistra                                                     | GUE/NGL   |
| Anna Deparnay-Grunenberg    | Alleanza 90/I Verdi                                             | Verdi/ALE |
| Christian Doleschal         | Unione Cristiano-Sociale in Baviera                             | PPE       |
| Lena Düpont                 | Unione Cristiano-Democratica di Germania                        | PPE       |
| Christian Ehler             | Unione Cristiano-Democratica di Germania                        | PPE       |
| Cornelia Ernst              | La Sinistra                                                     | GUE/NGL   |
| Engin Eroglu                | Liberi Elettori                                                 | RE        |
| Ismail Ertug                | Partito Socialdemocratico di Germania                           | S&D       |
| Markus Ferber               | Unione Cristiano-Sociale in Baviera                             | PPE       |
| Nicolaus Fest               | Alternativa per la Germania                                     | ID        |
| Romeo Franz                 | Alleanza 90/I Verdi                                             | Verdi/ALE |
| Daniel Freund               | Alleanza 90/I Verdi                                             | Verdi/ALE |
| Michael Gahler              | Unione Cristiano-Democratica di Germania                        | PPE       |
| Evelyne Gebhardt            | Partito Socialdemocratico di Germania                           | S&D       |
| Alexandra Geese             | Alleanza 90/I Verdi                                             | Verdi/ALE |
| Jens Geier                  | Partito Socialdemocratico di Germania                           | S&D       |
| Helmut Geuking              | Partito delle Famiglie di Germania                              | ECR       |
| Sven Giegold                | Alleanza 90/I Verdi                                             | Verdi/ALE |
| Jens Gieseke                | Unione Cristiano-Democratica di Germania                        | PPE       |
| Andreas Glück               | Partito Liberale Democratico                                    | RE        |
| Henrike Hahn                | Alleanza 90/I Verdi                                             | Verdi/ALE |
| Svenja Hahn                 | Partito Liberale Democratico                                    | RE        |
| Martin Häusling             | Alleanza 90/I Verdi                                             | Verdi/ALE |
| Niclas Herbst               | Unione Cristiano-Democratica di Germania                        | PPE       |
| Pierrette Herzberger-Fofana | Alleanza 90/I Verdi                                             | Verdi/ALE |
| Monika Hohlmeier            | Unione Cristiano-Sociale in Baviera                             | PPE       |
| Peter Jahr                  | Unione Cristiano-Democratica di Germania                        | PPE       |
| Petra Kammerevert           | Partito Socialdemocratico di Germania                           | S&D       |
| Ska Keller                  | Alleanza 90/I Verdi                                             | Verdi/ALE |
| Moritz Körner               | Partito Liberale Democratico                                    | RE        |
| Dietmar Köster              | Partito Socialdemocratico di Germania                           | S&D       |
| Maximilian Krah             | Alternativa per la Germania                                     | ID        |
| Constanze Krehl             | Partito Socialdemocratico di Germania                           | S&D       |
| Joachim Kuhs                | Alternativa per la Germania                                     | ID        |
| Sergey Lagodinsky           | Alleanza 90/I Verdi                                             | Verdi/ALE |
| Bernd Lange                 | Partito Socialdemocratico di Germania                           | S&D       |
| Katrin Langensiepen         | Alleanza 90/I Verdi                                             | Verdi/ALE |
| Peter Liese                 | Unione Cristiano-Democratica di Germania                        | PPE       |
| Sylvia Limmer               | Alternativa per la Germania                                     | ID        |
| Norbert Lins                | Unione Cristiano-Democratica di Germania                        | PPE       |
| David McAllister            | Unione Cristiano-Democratica di Germania                        | PPE       |
| Erik Marquardt              | Alleanza 90/I Verdi                                             | Verdi/ALE |
| Jörg Meuthen                | Alternativa per la Germania                                     | ID        |
| Martina Michels             | La Sinistra                                                     | GUE/NGL   |
| Marlene Mortler             | Unione Cristiano-Sociale in Baviera                             | PPE       |
| Ulrike Müller               | Liberi Elettori                                                 | RE        |
| Hannah Neumann              | Alleanza 90/I Verdi                                             | Verdi/ALE |
| Norbert Neuser              | Partito Socialdemocratico di Germania                           | S&D       |
| Angelika Niebler            | Unione Cristiano-Sociale in Baviera                             | PPE       |
| Niklas Nienass              | Alleanza 90/I Verdi                                             | Verdi/ALE |
| Maria Noichl                | Partito Socialdemocratico di Germania                           | S&D       |
| Jan-Christoph Oetjen        | Partito Liberale Democratico                                    | RE        |
| Jutta Paulus                | Alleanza 90/I Verdi                                             | Verdi/ALE |
| Markus Pieper               | Unione Cristiano-Democratica di Germania                        | PPE       |
| Dennis Radtke               | Unione Cristiano-Democratica di Germania                        | PPE       |
| Guido Reil                  | Alternativa per la Germania                                     | ID        |
| Terry Reintke               | Alleanza 90/I Verdi                                             | Verdi/ALE |
| Martin Schirdewan           | La Sinistra                                                     | GUE/NGL   |
| Christine Schneider         | Unione Cristiano-Democratica di Germania                        | PPE       |
| Helmut Scholz               | La Sinistra                                                     | GUE/NGL   |
| Sven Schulze                | Unione Cristiano-Democratica di Germania                        | PPE       |
| Joachim Schuster            | Partito Socialdemocratico di Germania                           | S&D       |
| Andreas Schwab              | Unione Cristiano-Democratica di Germania                        | PPE       |
| Ralf Seekatz                | Unione Cristiano-Democratica di Germania                        | PPE       |
| Nico Semsrott               | Die PARTEI                                                      | Verdi/ALE |
| Sven Simon                  | Unione Cristiano-Democratica di Germania                        | PPE       |
| Birgit Sippel               | Partito Socialdemocratico di Germania                           | S&D       |
| Martin Sonneborn            | Die PARTEI                                                      | NI        |
| Sabine Verheyen             | Unione Cristiano-Democratica di Germania                        | PPE       |
| Viola Von Cramon-Taubadel   | Alleanza 90/I Verdi                                             | Verdi/ALE |
| Axel Voss                   | Unione Cristiano-Democratica di Germania                        | PPE       |
| Marion Walsmann             | Unione Cristiano-Democratica di Germania                        | PPE       |
| Manfred Weber               | Unione Cristiano-Sociale in Baviera                             | PPE       |
| Rainer Wieland              | Unione Cristiano-Democratica di Germania                        | PPE       |
| Tiemo Wölken                | Partito Socialdemocratico di Germania                           | S&D       |
| Bernhard Zimniok            | Alternativa per la Germania                                     | ID        |